# Diogo Pereira Tibau
Diogo Pereira Tibau foi um navegante português do século XVI.

## Biografia
Capitão da naveta Espírito Santo que, a 26 de Outubro de 1590, largou do Tejo com destino à Índia, levando como missão informar o Vice-Rei de que quatro das naus saídas em Maio tinham arribado. Ia a naveta completamente carregada e levava 500.000 ducados em dinheiro. No terceiro dia de viagem encontrou os corsários Ingleses e, embora tivesse oferecido uma resistência desesperada, foi tomada e levada a Inglaterra, onde a tripulação foi devolvida à liberdade. De volta a Lisboa, Diogo Pereira Tibau foi preso e julgado, mas absolvido.